# One Mississippi
One Mississippi – amerykański serial telewizyjny (komedia) wyprodukowany przez FX Productions oraz Pig Newton, Inc., którego twórcami są Tig Notaro i Diablo Cody. Pilotowy odcinek został udostępniony 5 listopada 2015 roku na Amazon Prime. Pozostałe 5 odcinków pierwszej serii zostało udostępnionych 9 września 2016 roku na stronie internetowej platformy Amazon Studios. 16 listopada 2016 roku, platforma Amazon zamówiła drugi sezon.
17 stycznia 2018 roku, platforma Amazon Studios ogłosiła anulowanie serialu. 

## Fabuła
Serial skupia opowiada o Tig, która wraca po latach do rodzinnego miasta, gdy nagle umiera jej matka. Kobieta nie potrafi odnaleźć się po jej stracie, gdyż była jedyną osobą, którą ją rozumiała.

## Obsada
- Tig Notaro jako Tig[5]
- Casey Wilson jako Brooke
- Noah Harpster jako Remy[6]
- John Rothman jako Bill[7]
- Stephanie Allynne jako Kate
- Hector Lopez jako Dominic

## Odcinki
| Sezon | Sezon | Odcinki | Oryginalna emisja Amazon Studios | Oryginalna emisja Amazon Studios | Oryginalna emisja | Oryginalna emisja | Oryginalna emisja |
| Sezon | Sezon | Odcinki | Premiera sezonu                  | Finał sezonu                     | Premiera sezonu   | Finał sezonu      |                   |
| ----- | ----- | ------- | -------------------------------- | -------------------------------- | ----------------- | ----------------- | ----------------- |
|       | 1     | 6       | 5 listopada 2015                 | 9 września 2016                  | nieemitowany      | nieemitowany      |                   |
|       | 2     | 6       | 8 września 2017                  | 8 września 2017                  |                   |                   |                   |

### Sezon 1 (2015-2016)
| Nr | # | Tytuł                              | Reżyseria         | Scenariusz               | Premiera Amazon Studios | Premiera     |
| -- | - | ---------------------------------- | ----------------- | ------------------------ | ----------------------- | ------------ |
| 1  | 1 | Pilot                              | Nicole Holofcener | Diablo Cody & Tig Notaro | 5 listopada 2015        | nieemitowany |
| 2  | 2 | Effects                            | Nicole Holofcener | Kate Robin               | 9 września 2016         | nieemitowany |
| 3  | 3 | The Cat's Out                      | Nicole Holofcener | Cara DiPaolo             | 9 września 2016         | nieemitowany |
| 4  | 4 | Let the Good Times Roll            | Ken Kwapis        | Robbie Pickering         | 9 września 2016         | nieemitowany |
| 5  | 5 | How 'bout Now, How 'bout Right Now | Ken Kwapis        | Stephanie Allynne        | 9 września 2016         | nieemitowany |
| 6  | 6 | New Contact                        | Shira Piven       | Melissa Blake            | 9 września 2016         | nieemitowany |

### Sezon 2 (2017)
| Nr | # | Tytuł                     | Reżyseria       | Scenariusz                    | Premiera Amazon Studios |
| -- | - | ------------------------- | --------------- | ----------------------------- | ----------------------- |
| 7  | 1 | I Want To Hold Your Hand  | Tig Notaro      | Stephanie Allynne, Tig Notaro | 8 września 2017         |
| 8  | 2 | Into the Light            | Ken Kwapis      | Stephanie Allynne, Tig Notaro | 8 września 2017         |
| 9  | 3 | Kiss Me and Smile For Me  | Ken Kwapis      | Kate Robin                    | 8 września 2017         |
| 10 | 4 | Who Do You Think You Are? | Wendey Stanzler | Zoe Jarman                    | 8 września 2017         |
| 11 | 5 | Can't Fight This Feeling  | Minkie Spiro    | Cara DiPaolo                  | 8 września 2017         |
| 12 | 6 | I'm Alive                 | Minkie Spiro    | Kate Robin                    | 8 września 2017         |

## Produkcja
28 lipca 2015 roku ogłoszono, że główną rolę w serialu zagra Tig Notaro.
Kolejnymi aktorami, którzy dołączyli do obsady komedii to: Noah Harpster i John Rothman.
23 września 2015 roku platforma Amazon zamówiła pilotowy odcinek serialu.
18 grudnia 2015 roku platforma Amazon zamówiła pierwszy sezon.